# アラム・サルキシャン (アルツァフの政治家)
アラム・アレクセイ・サルキシャン（アルメニア語: Արամ Ալեքսեյի Սարգսյան、1983年8月5日 -）は、未承認国家アルツァフ共和国（ナゴルノ・カラバフ共和国）の政治家。同国国家大臣（首相職に相当、2024年 - 2025年）、同国都市開発大臣（2020年 - 2023年）を務めた。

## 経歴
1983年8月5日、ソビエト連邦アゼルバイジャン・ソビエト社会主義共和国ナゴルノ・カラバフ自治州のステパナケルトに生まれる。2003年、アルメニア国立工科大学エネルギー学科を卒業し、工学士の学位を取得。卒業後は2005年までアルツァフ国防軍で兵役に就いた。
2005年、ArtsakhEnergo CJSCに電気技師として入社し、2007年から2012年までステパナケルト支店の営業部門長として勤務した。またアルツァフ大学経営学部を2008年に卒業した。2012年に都市開発省の技術監督部門で主任専門技術監督者に任命される。2016年4月のナゴルノ・カラバフ紛争（4日間戦争）に従軍した。
2018年10月の国民議会補欠選挙に第2区選挙区より立候補。当選し10月11日より国会議員となった。
2020年5月26日、アライク・ハルチュニャン大統領によって都市開発大臣に任命された。同年9月に勃発した2020年ナゴルノ・カラバフ紛争（44日間戦争）によって破壊された街の復興にあたった。
2023年3月8日、アライク・ハルチュニャン大統領によって都市開発大臣を解任された。後任はアザト・ヴィレニ・ハンバルズミャン。
2023年9月、アゼルバイジャンの攻勢でアルツァフは事実上降伏し、アルツァフ政府はアルメニアへ脱出した。この際アルツル・ハルチュニャン国家大臣はさらにヨーロッパへ亡命したが、アルメニア当局の要請により解任は保留された。2024年1月、アルツル・ハルチュニャンは国家大臣を正式に解任され、サルキシャンが新たな国家大臣に任命された。
2025年5月20日、ヌジュデ・イスカンダリアンが新たな国家大臣に任命され、サルキシャンは6月11日に退任した。

## 私生活
既婚者。また弟がいる。
サルキシャンの父親は2006年にエネルギー関係の有限責任会社アラメを創設した。サルキシャンは同社の株式を25%保有していたが、都市開発大臣就任後に妻へ譲渡した。アラメは2022年10月時点でサルキシャンの妻が50%、弟が50%の株式を保有しており、家族経営となっている。2021年に都市開発省とアラメは3億2,900万ドラム相当の契約を締結したが、契約書は公表されなかった。